# Ángeles (Puerto Rico)
Ángeles es un barrio ubicado en el municipio de Utuado en el estado libre asociado de Puerto Rico. En el Censo de 2010 tenía una población de 3056 habitantes y una densidad poblacional de 99,1 personas por km².

## Geografía
Ángeles se encuentra ubicado en las coordenadas 18°17′25″N 66°47′50″O / 18.29028, -66.79722. Según la Oficina del Censo de los Estados Unidos, Ángeles tiene una superficie total de 30.84 km², de la cual 30.78 km² corresponden a tierra firme y (0.18%) 0.05 km² es agua.

## Demografía
Según el censo de 2010, había 3056 personas residiendo en Ángeles. La densidad de población era de 99,1 hab./km². De los 3056 habitantes, Ángeles estaba compuesto por el 91% blancos, el 2.81% eran afroamericanos, el 0.43% eran amerindios, el 3.96% eran de otras razas y el 1.8% pertenecían a dos o más razas. Del total de la población el 99.67% eran hispanos o latinos de cualquier raza.